# Kenneth Kaunda
Kenneth David Kaunda (ur. 28 kwietnia 1924 w Chinsali, zm. 17 czerwca 2021 w Lusace) – zambijski polityk, w latach 1964–1991 pierwszy prezydent niepodległej Zambii.

## Życiorys
Urodził się w Chinsali na północy kraju. Pochodził z nauczycielskiej rodziny, jego matka była pierwszą kobietą, która parała się tą profesją w ówczesnej Rodezji Północnej. Kenneth Kaunda poszedł w ślady swoich rodziców i odbył wykształcenie nauczycielskie. Pracował w zawodzie w szkołach na terenie Rodezji Północnej i Tanganiki. Do ojczyzny powrócił w 1949 roku. Został wówczas doradcą białego polityka liberalnego sir Stewart Gore-Browne’a. Kaunda zdobył dzięki niemu umiejętności polityczne i wiedzę na temat mechanizmów funkcjonowania rządu kolonialnego. Jeszcze w tym samym roku dołączył do Kongresu Rodezji Północnej (od 1951 Afrykański Kongres Narodowy Rodezji Północnej). Na początku 1951 roku został sekretarzem partii na północy kraju. W 1959 roku wraz ze znaczną częścią struktur dotychczasowej partii odszedł z niej i założył bardziej radykalną Zjednoczoną Narodową Partię Niepodległości. Utworzona przez niego formacja domagała się pełnej niepodległości kraju i odłączenia od Federacji Rodezji i Niasy. Prowadzona przez Kaundę partia stosowała pokojową metodę obywatelskiego nieposłuszeństwa i wyrzekała się użycia przemocy. Już w 1960 roku liczba członków partii przekroczyła 300 tysięcy ludzi. Krótki wyrok odbyty w więzieniu za działalność niepodległościową doprowadziła do jeszcze większej popularności tego lidera.
Zjednoczona Narodowa Partia Niepodległości wygrała wybory do Zgromadzenia Ustawodawczego w roku 1962. Niepodległościowcy zdobyli 15 na 37 mandatów. Po sukcesie partia zawarła koalicję z Afrykańskim Kongresem Narodowym Rodezji Północnej a premierem kraju został Kaunda. Jako premier rozbijał fakcyjne podziały pośród czarnych mieszkańców i prowadził rozważną politykę, nie chcąc zrazić do siebie białych osadników. W styczniu 1963 roku Rodezja Północna otrzymała od Wielkiej Brytanii ograniczoną autonomię a 24 października niepodległość jako Zambia. Od chwili uzyskania niepodległości Kaunda sprawował urząd premiera, w 1965 roku został prezydentem. Kaunda w rok po uzyskaniu niepodległości przekształcił Zambię w republikę, która pozostała jednak członkiem brytyjskiej Wspólnoty Narodów.
Stłamsił separatystyczne dążenia na terenie dawnego państwa Barotse oraz działalność sekty religijnej Lumpa. Wzorem innych liderów afrykańskich piętnował zjawisko trybalizmu. Prowadził tolerancyjną politykę, która umożliwiała wejście do rządu przedstawicieli mniejszości w tym białych. W 1969 roku rozpoczął realizację reform wewnętrznych w ramach ogłoszonej przez siebie koncepcji „filozofii humanizmu”. W tym samym roku przejął kontrolę nad brytyjskimi i amerykańskimi towarzystwami górniczymi. Politykę zagraniczną w tych latach zdominowały konflikty z apartheidowską RPA, Rodezją (współcześnie Zimbabwe) i kolonialnymi władzami portugalskimi w Mozambiku. Kaunda prowadził politykę wspierania tamtejszych ruchów wyzwoleńczych. Pod koniec lat 70. pozwolił oddziałom Afrykańskiego Ludowego Związku Zimbabwe na tworzenie w Zambii własnych baz wojskowych. Bliskie relacje łączył go z Tanzanią i Chinami. Chiny pomogły w budowie uruchomionej w 1975 linii kolejowej łączącej Zambię z Tanzanią. W 1975 roku Zambia wraz z Tanzanią, Mozambikiem i Angolą utworzyła koalicję państw frontowych Afryki Południowej. Kaunda uczestniczył w rozmowach mediacyjnych pomiędzy SWAPO i RPA w sprawie Namibii oraz pomiędzy RPA i innymi państwami afrykańskimi.
W roku 1971 partię rządową opuścił jeden z jej liderów i były prezydent, Simon Kapwepwe, założył on opozycyjną Zjednoczoną Partię Postępową. Opozycyjna partia założyła koalicję z Afrykańskim Kongresem Narodowym (dawniej Afrykański Kongres Narodowy Rodezji Północnej). W 1972 roku rząd zdelegalizował obie opozycyjne partie i ustanowił Zambię państwem jednej partii, a rok później uchwalił konstytucję, która to potwierdzała. W 1976 roku ogłosił socjalistyczną koncepcję tzw. komunokracji, miała ona być rozwinięciem „filozofii humanizmu”. W 1978 i 1983 roku jako jedyny kandydat wziął udział w wyborach prezydenckich.
Od początku lat 80. w kraju narastał kryzys, co związane było ze spadkiem cen miedzi w latach 70. Kryzys spowodował powstanie opozycji. W 1990 roku nasiliły się próby likwidacji monopartyjnego systemu. Doszło wtedy do nieudanej próby zamachu stanu wojska. Powstał opozycyjny Ruch na rzecz Demokracji Wielopartyjnej. W grudniu rozpoczęto legalizację partii opozycyjnych. W 1991 roku Kaunda przyjął nową konstytucję, która zagwarantowała system wielopartyjny. W tym samym roku odbyły się pierwsze od 18 lat wielopartyjne i wolne wybory. Zwyciężył w nich Ruch na rzecz Demokracji Wielopartyjnej, a nowym prezydentem został przywódca związkowy Frederick Chiluba.
Po utracie władzy stanął na czele opozycji. W 1997 roku został na krótko aresztowany pod zarzutem rzekomego nawoływania do zamachu stanu. Do łask powrócił w kolejnych latach. Z czynnego udziału w polityce zrezygnował w 2000 roku kiedy to zrzekł się przywództwa w partii.